# Щедрик єменський
Ще́дрик єменський (Crithagra menachensis) — вид горобцеподібних птахів родини в'юркових (Fringillidae). Мешкає на Аравійському півострові.

## Опис
Довжина птаха становить 11-12 см. Виду не притаманний статевий диморфізм. Забарвлення переважно сіро-коричневе, нижня частина тіла світла, поцяткована темними смужками. Обличчя темне, через очі ідуть темні смужки, під дзьобом темні "брови".

## Поширення і екологія
Єменські щедрики мешкають на високогір'ях південно-західної Саудівської Аравії і західного Ємену та на південному заході Оману. Вони живуть в сухих, кам'янистих районах, серед скель, на високогірних луках, поблизу людських поселень. Зустрічаються зграйками, на висоті від 2000 до 3200 м над рівнем моря. Іноді приєднуються до змішаних зграй птахів разом з єменськими чечітками. Живляться насінням.